# Ахмедов, Вели
Вели́ Ахме́дов (туркм. Weli Ahmedow; 1 января 1918, Мерв, Туркменистан — 2003) — туркменский композитор. Народный артист Туркменистана (1993).

## Биография
В 1953 году окончил Московскую консерваторию. Ученик Владимира Фере и Михаила Чулаки (композиция). В 1954—1956 художественный руководитель Туркменской филармонии, а в 1953—1954 её дирижёр. В 1959—1967 председатель правления Союза композиторов Туркменской ССР. Автор учебных пособий для детей и юношества. Писал много песен, особенно для хорового исполнения, обрабатывал туркменские народные мелодии.
Депутат Верховного Совета Туркменской ССР 6-го созыва. Член КПСС с 1952 года.

## Сочинения
- музыкальная комедия «Дочь садовника» (1967, Ташауз, с Сахи Джепбарым)
- кантата «Братство» (1972, на стихи Керима Курбаннепесова)
- «Праздничная увертюра» для оркестра (1952)
- «Лирическая поэма» для оркестра (1958)
- сюита для струнного квартета (1949)
- «Вариации на туркменскую тему» для фортепиано
- «3 туркменские пьесы» для фортепиано
- «Мотылек» для ансамбля скрипок с фортепиано (1967)
- «Долина Копет-Дага» для виолончели и фортепиано
- «Танец» для виолончели и фортепиано
- 2 концертино для электродутара с оркестром народных инструментов «Бал-Саят» (1955) и «Ат-Чапан» (1967)
- концертный вальс для голоса с симфоническим оркестром (1980)

## Награды
- 1959 — Орден «Знак Почёта»[1]
- 1967 — Заслуженный деятель искусств Туркменской ССР
- 1993 — Народный артист Туркменистана